# Fisksundet

Fisksundet är den grundaste delen av sundet mellan Farstalandet och Ingarö. Trots flera muddringar under det senaste seklet har landhöjningen gjort att djupet idag bara är drygt en meter (Strömma Kanalbolagets fartyg M/S Strömma Kanal är det största fartyg som kan passera sundet). Fartbegränsningen i sundet är 5 knop.
Fisksundet utgör en del av dem gamla farleden från Sandhamn in till Stockholm via Strömma kanal, Fisksundet, Kolström och Baggensstäket.
| Fisksundet från söder respektive från norr. |  | Fisksundet från söder respektive från norr. |
| Fisksundet från söder respektive från norr. |  |                                             |